# Lado Fumic
Lado Fumic (ur. 20 maja 1976 w Kirchheim) – niemiecki kolarz górski i szosowy, czterokrotny medalista mistrzostw Europy MTB.

## Kariera
Pierwszy sukces w kolarstwie górskim Lado Fumic osiągnął w 2001 roku, kiedy podczas mistrzostw Europy MTB w St. Wendel zdobył brązowy medal w cross-country. W zawodach tych wyprzedzili go jedynie Holender Bart Brentjens oraz Hiszpan José Antonio Hermida. Wynik ten powtórzył na rozgrywanych dwa lata później ME w Grazu, a w latach 2002 i 2004 zdobywał srebrne medale, przegrywając tylko z Hermidą. Ponadto Fumic zajął między innymi czwarte miejsce w cross-country podczas mistrzostw świata w Les Gets, przegrywając walkę o podium z Thomasem Frischknechtem ze Szwajcarii. W 2000 roku brał udział w igrzyskach olimpijskich w Sydney, kończąc rywalizację w cross-country na piątej pozycji. Na rozgrywanych cztery lata później igrzyskach w Atenach w tej samej konkurencji nie ukończył wyścigu. Dwukrotnie stawał na podium zawodów Pucharu Świata w kolarstwie górskim, jednak nie odniósł zwycięstwa. Najlepsze wyniki osiągnął w sezonie 2003, który ukończył na szóstej pozycji. Jest ponadto kilkukrotnym mistrzem kraju MTB. Startuje także na szosie, jednak bez większych sukcesów.
Jego brat, Manuel, również jest kolarzem.